# Библиотека манастира Тавна
Библиотека манастира Тавна се налази у склопу манастира Тавна који се налази у селу Бањица у граду Бијељина, на тромеђи три општине (Бијељина, Зворник и Угљевик), Република Српска, БиХ. Библиотека, као и манастир се налазе на адреси Д. Трнова, Бањица.

## О библиотеци
Манастир је више пута рушен и паљен те је и библиотека бивала уништавана. После другог светског рата библиотека се непрекидно обнавља и данас у свом фонду поседује више од 5.000 књига.
До октобра 1943. године када су је спалили усташе и Немци, манастирска библиотека је чувала ретке и вредне књиге. У библиотеци су се налазили подаци о становништву које је живело на тим просторима, књиге рођених, умрлих и венчаних. У архиви манастира су постојале и књиге домовника које су монаси водили и у којима су се налазили подаци о свакој породици неколико векова уназад. Монаси су успевали да сачувају библиотеку при свакој најезди непријатеља, али те 1943. године непријатељ је уништио више од 10.000 књига.
Књиге које су уништене биле су и у луксузном, кожном, тврдом повезу. Сачувана је само једна стара Библија, Свето писмо Старог и Новог завјета, из 1663. године. У фонду библиотеке налази се око 40 Светих писама на језицима разних народа и народности, доста речника, теолошке литературе, издања Српске православне цркве, али и Католичке цркве и Исламске верске заједнице.
Фонд библиотеке обнављан је куповином или поклоном донатора.